# Aeroporto Internacional de Abbotsford
O Aeroporto Internacional de Abbotsford (IATA: YXX, ICAO: CYXX) é um aeroporto internacional canadense localizado em Abbotsford, Colúmbia Britânica, Canadá, a 4,1 km a sudoeste do centro da cidade. É o segundo maior aeroporto do Baixo Interior, depois do Aeroporto Internacional de Vancouver (YVR), e está próximo da Rodovia 1 da Colúmbia Britânica e da fronteira com os EUA. Está localizado a cerca de 40 km do centro da cidade de Surrey e a 65 km do centro de Vancouver.